# Língua fwe
A língua Fwe, também conhecida como Chifwe, é uma língua Bantu falada pelos Mafwe (povo Fwe) ou Bafwe) na Namíbia e em Zâmbia. É intimamente relacionada à língua Kuhane (Subia e Chisubia), sendo uma das várias línguas Bantu que apresentam  cliques. A língua lozi  (Silozi) é usada como a língua formal em contextos oficiais, educacionais e de mídia.

## Classificação
Fwe faz parte da família de línguas bantu, um sub-ramo da família niger-congo. Maho (2009) classifica-a como K.402, compartilhando a categoria K.40 com ikuhane e totela.
 Bohoe (2009) classifies it as Bantu Botatwe, along with Ila, Tonga, Sala, Lundwe, e Sol.

## Variação regional
Principais diferenças fonológicas entre o Fwe zambiano e o namibiano, conforme observado por ambos os falantes e visto nos dados:
| Fwe Zambiano                      | Fwe Namibiano                                |
| --------------------------------- | -------------------------------------------- |
| perda dos cliques                 | manutenção dos cliques                       |
| super generelição de /l/          | [l] somente como alofone condicionado de /r/ |
| Epêntese [h] frequentemente uasda | Epêntese [h] raramente usada                 |

| Fwe Zambiano                      | Fwe Namibiano                                |
| --------------------------------- | -------------------------------------------- |
| perda dos cliques                 | manutenção dos cliques                       |
| super generelição de /l/          | [l] somente como alofone condicionado de /r/ |
| Epêntese [h] frequentemente uasda | Epêntese [h] raramente usada                 |

Diferenças morfológicas entre o Fwe zambiano e o namibiano:
|                      | Fwe Zambiano | Fwe Namibiano |
| -------------------- | ------------ | ------------- |
| passado              | na-          | a-            |
| reflexivo            | kí-          | rí-           |
| remote past          | na-          | ni-           |
| future remoto        | na-          | (á)rá-        |
| inceptivo            | sha-         | shi-          |
| conectivo            | PP - o       | PP - a        |
| persistivo           | shí-         | shí-/-sí-     |
| imperativo negativo  | ásha-        | ásha-/-ása-   |
| infinitivo negativo  | shá-         | shá-/-sá-     |
| subjunctive negativo | sha          | sha-/-sa-     |
| future próximo       | mbo-/mba-    | mbo           |

## Fonologia
Cada sílaba é constituída, no máximo, por uma consoante, uma semivogal e uma vogal.
|                  |                  | Bilabial | Dental/ Labiodental | Alveolar | Pós-alveolar/ Palatal | Velar | Glotal |
| ---------------- | ---------------- | -------- | ------------------- | -------- | --------------------- | ----- | ------ |
| Clique           | plain            |          | ᵏǀ ᶢǀ               |          |                       |       |        |
| Clique           | pré-nasalizada   |          | ⁿ̥ǀ ⁿǀ               |          |                       |       |        |
| Nasal            | Nasal            | m        |                     | n        | ɲ                     | ŋ     |        |
| Oclusiva         | surda            | p        |                     | t        |                       | k     |        |
| Oclusiva         | sonora           | b        |                     | d        |                       | ɡ     |        |
| Oclusiva         | pré-nasalizada   | ᵐp ᵐb    |                     | ⁿt ᵑɡ    |                       |       |        |
| Fricativa        | surda            |          | f                   | s        | ʃ                     |       | h      |
| Fricativa        | sonora           | β        | v                   | z        | ʒ                     |       |        |
| Fricativa        | pré-nasalizada   |          | f v                 | ⁿs ⁿz    | ᶮʃ                    |       |        |
| Sonora           |                  |          |                     | tʃ       |                       |       |        |
| sonora           |                  |          |                     | dʒ       |                       |       |        |
| pré-nasalizada   |                  |          |                     | ᶮdʒ      |                       |       |        |
| Vibrante Simples | Vibrante Simples |          |                     | ɾ        |                       |       |        |
| Semivogal        | Semivogal        |          |                     |          | j                     | w     |        |

- As oclusivas /p b d g/ são consideradas fonemas periféricos, pois são relativamente pouco frequentes no léxico. Não são reflexos de *p, *b, *d e *g tal como reconstruídos para a língua protobantu, mas aparecem principalmente em palavras emprestadas de outras línguas.
- Embora existam vários casos em que /h/ contrasta com zero, ou seja, em que /h/ não pode ser omitido, [h] é também frequentemente utilizado como consoante epentética, caso em que comuta livremente com [w], [j] e zero. O fonema /h/, por outro lado, não pode comutar com um deslizamento nem pode ser descartado.

### Vogais
Fwe tem cinco fonemas vocálicos contrastantes: /i u ɛ ɔ a/. As vogais contrastam em duração, como se verifica nos pares mínimos abaixo:
A colocação e a proximidade das vogais em Fwe influenciam os processos tonais. As vogais colocadas no início de uma palavra são conhecidas como aumentos (gloss AUG) e as vogais finais são as colocadas no final de uma palavra (gloss como FV). O tom é também afetado pelo alongamento ou exclusão de uma vogal, bem como pela forma como os sons e as palavras são posicionados juntos dentro e através dos limites morfémicos.

### Tom
O Fwe é uma língua tonal, assim como a maioria das línguas da família Bantu. As diferenças de tom na vogal contribuem para significados diferentes. Este sistema tonal contrastante é demonstrado pela existência de pares mínimos]:
Fwe tem dois tons liguístico subjacentes, alto e baixo. A nível superficial, estes tons podem ser articulados como tons altos, baixos, decrescentes ou agudos decrescentes. A utilização de tons específicos em Fwe, ou seja, o tom alto subjacente, está sujeita a vários processos que afetam o seu posicionamento em relação a outros tons dentro de morfemas ou frases. Estes processos tonais determinam se os tons altos ou baixos são utilizados em sucessão.
Os tons em Fwe ocorrem na mora das palavras. As combinações de vogais consistem numa (para vogais breves) ou duas morae (para vogais longas ou alongadas). 
Os processos tonais serão afetados pelo ambiente vocálico geral, bem como pelas morae. 
Há uma necessidade gramatical de corrigir o posicionamento tonal. Os tons terão impacto em muitos elementos da linguagem Fwe, incluindo a marcação tempo-aspeto-modo] que utiliza um tom flutuante alto ou "tom melódico". Colocar tons altos em aumentos, bem como em áreas específicas de raízes verbais flexionadas, transmitirá informação TAM. Além disso, os marcadores de sujeito prefixados a verbos em orações principais terão um tom baixo, enquanto os marcadores de sujeito prefixados a verbos em orações relativas terão um tom alto. Estes marcadores de sujeito são idênticos na sua composição sintática, vocálica e consonântica.